# Michael Bünker

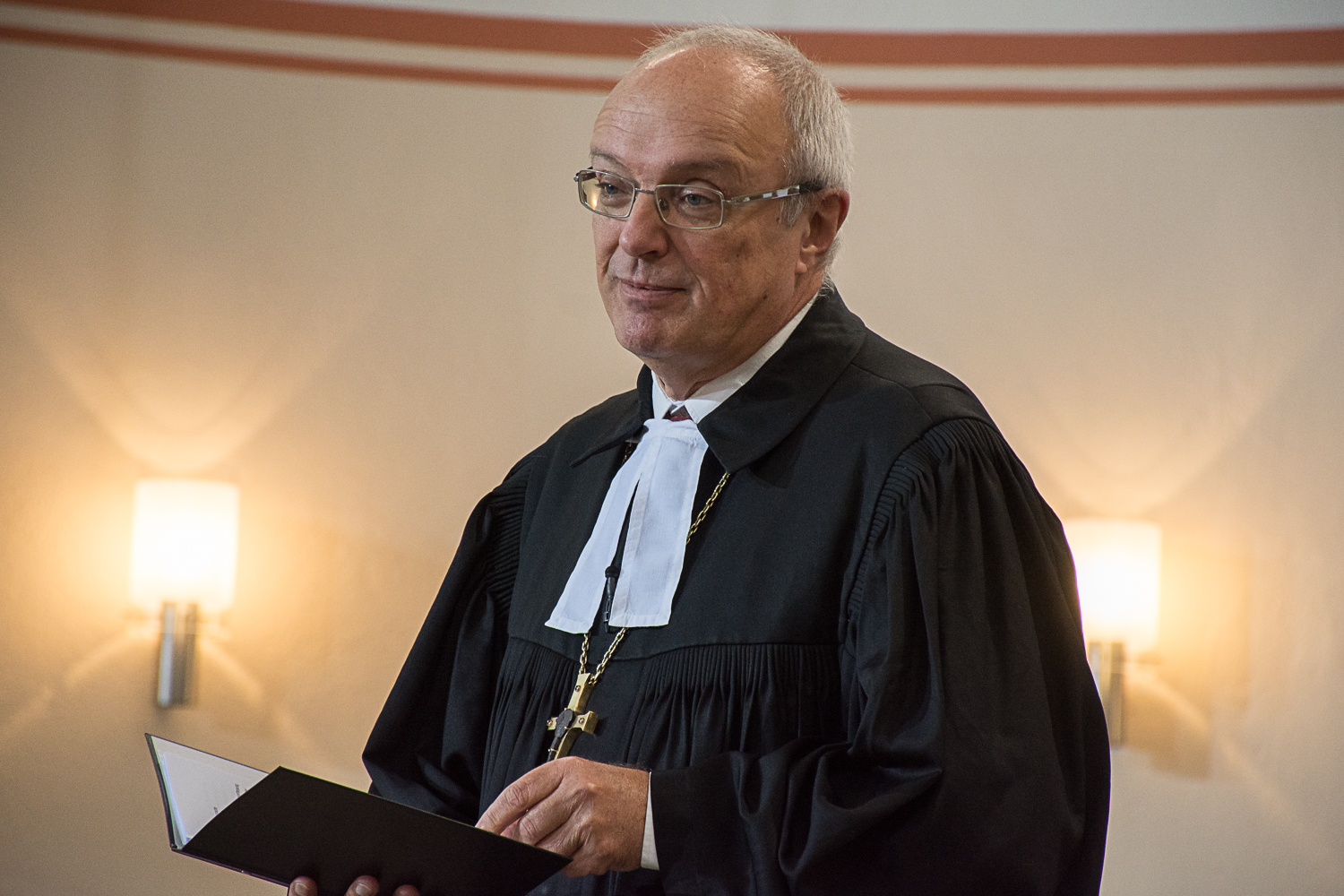
Bischof Michael Bünker (2016)

Michael Bünker (* 26. April 1954 in Leoben) ist ein österreichischer evangelisch-lutherischer Theologe. Von Jänner 2008 bis Ende August 2019 war er Bischof der Evangelischen Kirche A. B. in Österreich.

## Leben
Nach der Volksschule in Radenthein und dem Gymnasium in Villach studierte Bünker Evangelische Theologie an der Universität Wien. 1981 promovierte er bei Kurt Niederwimmer im Fach Neues Testament zum Thema „Briefformular und rhetorische Disposition im 1. Korintherbrief“.
Er war Vikar in der Weinbergkirche in Wien-Döbling, anschließend Inhaber der zweiten Pfarrstelle in der Evangelischen Pfarrkirche Floridsdorf. 1991 wurde er mit der Leitung der Evangelischen Religionspädagogischen Akademie (ERPA) betraut. Im Jahr 1999 wurde er zum Oberkirchenrat gewählt. Seit 2003 ist er als Honorarprofessor Lehrbeauftragter an der Evangelischen Fakultät der Universität Wien. 2006 erfolgte die Bestellung zum Generalsekretär der Gemeinschaft Evangelischer Kirchen in Europa (GEKE). Bünker wurde 2007 zum Nachfolger von Herwig Sturm als Bischof von Österreich gewählt, dessen Amt er am 1. Jänner 2008 übernahm. Die feierliche Amtseinführung erfolgte am 27. Jänner 2008.
Bis zu seiner Bischofswahl trat er gemeinsam mit Karl Weinberger und Sissy Kocner als Mitglied der Floridsdorfer Kirchengfraster, einer kirchlichen Kabarettgruppe, mit mehreren Programmen in ganz Österreich auf.
Bünker initiierte den 2008 eröffneten Pilgerweg Weg des Buches. Außerdem ist er ein begeisterter Hobby-Schlagzeuger, der bei der Rockband Kreuzweh spielt.
Seit Oktober 2011 tritt er als Schirmherr der entwicklungspolitischen Aktion Brot für die Welt Österreich auf.
Am 4. Mai 2019 wurde Michael Chalupka zu seinem Nachfolger als Bischof der Evangelischen Kirche A. B. in Österreich ab September 2019 gewählt.

## Auszeichnungen
- 2014: Großes Goldenes Ehrenzeichen mit dem Stern für Verdienste um die Republik Österreich[3]
- 2015: Großes Goldenes Ehrenzeichen für Verdienste um das Land Wien[4]
- 2017: Ehrendoktor der Universität Salzburg[5]

## Schriften (Auswahl)
- Briefformular und rhetorische Disposition im 1. Korintherbrief. Vandenhoeck und Ruprecht, Göttingen 1984 (zugleich Dissertation, Universität Wien 1981).
- Zur Zukunft des evangelischen Religionsunterrichts in Österreich. In: M. Bünker, Th. Krobath (Hrsg.): Kirche – lernfähig in die Zukunft? FS Johannes Dantine. Tyrolia-Verlag, Innsbruck 1998, S. 330–353.
- Der liebe Gott und der Computer. „Godgames“ als Anregungen für den Religionsunterricht? In: Ulrich H. J. Körtner, Robert Schelander (Hrsg.): GottesVorstellungen. Die Frage nach Gott in religiösen Bildungsprozessen. FS Gottfried Adam (Schulfach Religion Sonderheft). Wien 1999, S. 93–104.
- Kirche und Kabarett. In: M. Halmer, B. Heyse-Schaefer, B. Rauchwarter (Hrsg.): Anspruch und Widerspruch. FS Evi Krobath. Hermagoras/Mohorjeva, Klagenfurt/Ljubljana/Wien 1999, S. 133–142.
- Das Papstamt und die Ökumene – Entwicklungen und Perspektiven in den ökumenischen Dialogen. In: Walter Fleischmann-Bisten (Hrsg.): Papstamt – pro und contra (Bensheimer Hefte 97). Vandenhoeck & Ruprecht, Göttingen 2001, S. 65–83.
- Überlegungen zum Verhältnis von Politik und Kirche aus evangelischer Perspektive. In: Severin J. Lederhilger (Hrsg.): Gottesstaat oder Staat ohne Gott. Politische Theologie in Judentum, Christentum und Islam. 4. Ökumenische Sommerakademie Kremsmünster. Frankfurt am Main u. a. 2002.
- (mit Thomas Krobath und Monika Salzer:) „Offen Evangelisch“ – Die Evangelische Kirche in Österreich findet zu ihrer Organisationsentwicklung. In:  A. Heller, Th. Krobat (Hgg.): OrganisationsEthik. Organisationsentwicklung in Kirchen, Caritas und Diakonie (Palliative Care und OrganisationsEthik 7), Heidelberg 2002, S. 47–77.
- Religion und Gewalt – Ein Blick auf die dunkle Seite. In: Österreichisches Studienzentrum für Frieden und Konfliktlösung (Hrsg.): Schurkenstaat und Staatsterrorismus. Die Konturen einer militärischen Globalisierung. Agenda Verlag, Münster  2004.
- In der Dünung der Worte – Spiritualität und Sprache. Wien 2005.
- Religion and Politics in Austria, the Protestant Churches as Examples. In: Günter Bischof u. a. (Hrsg.): Religion in Austria – Religion in Österreich. Studien-Verl., Innsbruck 2005, S. 139–150.
- Einfachheit, Halt und Bedeutung. Dietrich Bonhoeffer und Adalbert Stifter. In: Glauben lernen in einer mündigen Welt. Linzer Bonhoeffer-Symposium 2006. Wien 2006.
- Gemeinsamkeiten und Unterschiede lernen. Zum Projekt des konfessionell-kooperativen Religionsunterrichts in Österreich. In: Heribert Bastel, Martin Jäggle, Helene Miklas (Hrsg.): Das Gemeinsame entdecken – Das Unterscheidende anerkennen: Projekt eines konfessionell-kooperativen Religionsunterrichts. Wien 2006 (mit Christine Mann).
- „Himml und Ern in an Liad dafrågn“ (Gerhard Glawischnig). Wien 2007.
- Mit weitem Herzen : Glaube kreuz- und quergedacht. Wien 2008.
- Kirche – Volk – Staat – Nation. Eine Standortbestimmung aus christlicher Sicht. In: Peter Karpf, Werner Platzer, Udo Puschnig (Hrsg.): Volksgruppen und Religion – Identität und Bekenntnis. Klagenfurt 2008.
- Religiöse Sehnsucht und die Angebote der Kirchen. Eine Positionierung aus evangelisch-lutherischer Sicht. In: Severin J. Lederhilger (Hrsg.): Die Marke „Gott“ zwischen Bedeutungslosigkeit und Lebensinhalt. 9. Ökumenische Sommerakademie Kremsmünster 2007. Frankfurt am Main u. a. 2008.
- Unterwegs-Sein auf dem Weg des Buches. Wien 2009.
- Auf der Alm is guat sein. Klagenfurt 2009.
- Versöhnte Verschiedenheit: Die Vielfalt Europas als Einheit empfinden. In: Das Ende der Gewissheiten : Reden über Europa. München 2009, S. 79–91.
- Die Wahrheit ist immer konkret. Ökumenisches Predigtwort. Frankfurt am Main u. a. 2009.
- Der Gestank des Todes und der Duft der Auferstehung : 10 Visionen zur Osternacht. Styria, Wien u. a. 2009 (mit Peter Karner).
- Bischofsbrot & Mozartkugel : von irdischen Süßigkeiten und himmlischen Wahrheiten. 20 spirituelle Betrachtungen. Styria, Wien u. a. 2010.
- Unruhe des Glaubens : Evangelische Beiträge zu Kirche und Gesellschaft. EPV, Wien 2014, ISBN 978-3-85073-094-5.
- Glauben im Rhythmus der Hoffnung. Herausgegeben von Mario Fischer, Charlotte Matthias, Karl Schiefermair und Karl W. Schwarz. Tyrolia, Innsbruck 2019, ISBN 978-3-7022-3793-6.

Als Herausgeber
- Widerstehen. Die Kirche im politischen Spannungsfeld, Barmen 1934–1984. Ein Tagungsbericht. Wien 1985 (mit Johannes Dantine).
- (mit Thomas Krobath:) Kirche – lernfähig in die Zukunft? FS Johannes Dantine. Tyrolia-Verlag, Innsbruck 1998.
- Wilhelm Dantine: Protestantisches Abenteuer. Beiträge zur Standortbestimmung der evangelischen Kirche in der Diaspora Europas. Tyrolia-Verlag, Innsbruck / Vandenhoeck & Ruprecht, Göttingen 2001.
- mit Martin Friedrich: Evangelisch evangelisieren. Wien 2007.
- mit seinem Bruder Bernhard C. Bünker aus dem Nachlass ihres Vaters, dem Pfarrer Otto Bünker: Es waren Hirten. Elf Erzählungen aus den Protokollen Asmodis. Verlag Bibliothek der Provinz, Weitra 2005.